# Maia Chaka
Maia Chaka (* 1981/1982 in Rochester, New York) ist eine US-amerikanische Schiedsrichterin im American Football, die seit dem Jahr 2021 in der NFL tätig ist. Sie trägt die Uniform mit der Nummer 100.

## Karriere

### College Football
Vor ihrem Einstieg in die NFL arbeitete sie als Schiedsrichterin im College Football in der Conference USA und der Pacific-12 Conference.

### National Football League
Chaka begann im Jahr 2021 ihre NFL-Laufbahn als Line Judge in der Crew von Clay Martin beim Spiel der Carolina Panthers gegen die New York Jets.

## Trivia
Chaka ist die erste afroamerikanische Schiedsrichterin und die dritte Schiedsrichterin in der NFL-Geschichte. Vor ihr waren es Shannon Eastin (2012) und Sarah Thomas (2015).